# Серралунга-д'Альба
Серралунга-д'Альба, Серралунґа-д'Альба (італ. Serralunga d'Alba, п'єм. Seralonga d'Alba) — муніципалітет в Італії, у регіоні П'ємонт,  провінція Кунео.
Серралунга-д'Альба розташована на відстані близько 480 км на північний захід від Рима, 60 км на південний схід від Турина, 45 км на північний схід від Кунео.
Населення — 569 осіб (2014).
Щорічний фестиваль відбувається 20 січня. Покровитель — San Sebastiano.

## Демографія
Населення за роками:

Станом на 1 січня 2023 року в муніципалітеті офіційно проживали 103 іноземці з 14 країн, серед них 61 громадянин країн Євросоюзу.

## Сусідні муніципалітети
- Альба
- Кастільйоне-Фаллетто
- Діано-д'Альба
- Монфорте-д'Альба
- Монтелупо-Альбезе
- Роддіно
- Сініо